# نیروهای مسلح ترکیه
نیروهای مسلح ترکیه (به ترکی استانبولی: Türk Silahlı Kuvvetleri) به اختصار TSK، سازمانی نظامی است زیر نظر وزارت دفاع ملی دولت ترکیه که وظیفه پاسداری و دفاع از کشور از هرگونه تهدید داخلی و خارجی را بر عهده دارد.
طبق قانون اساسی کشور فرماندهی کل قوا، رئیس‌جمهور است.
طبق آمار در سال ۲۰۲۰ تعداد کارکنان فعال نیروهای مسلح ترکیه حدود ۴۳۷ هزار نفر و ۳۸۰ هزار نفر نیروی ذخیره است. بخشی از ارتش ترکیه (حدود ۸ هزار سرباز و افسر) در ۱۵ ژوئیه ۲۰۱۶ علیه دولت رجب طیب اردوغان کودتا کرد که با واکنش طرفداران دولت ترکیه روبه‌رو شد و در نهایت این کودتا با شکست مواجه شد. دولت ترکیه اعلام کرد که این کودتا توسط جریان فتح‌الله گولن انجام شده و فتح‌الله گولن دستور انجام این کودتا را داده‌است. فتح‌الله گولن که یک روحانی ساکن آمریکا است این اتهامات را رد کرده‌است. بعد از این کودتا بر طبق جدیدترین گفته‌های خلوصی آکار وزیر دفاع ترکیه از زمان وقوع کودتای نافرجام ۱۵ ژوئیه در ترکیه، نزدیک به ۲۰ هزار نفر از نیروهای مسلح ترکیه به اتهام ارتباط با جنبش گولن دستگیر از کار برکنار یا به عبارتی تسویه شدند. نیروهای مسلح ترکیه از همان زمان بازسازی خود را شروع کرده‌است. بعد از این کودتا به خاطر دستگیری‌های گستردهٔ افسران و درجه‌داران ارتش ترکیه قدرت ارتش ترکیه در داخل و خارج از ترکیه تا حد زیادی تحلیل رفت. اما ارتش ترکیه بعد از این کودتا با جذب سربازان جدید و به خصوص انجام عملیات برون مرزی سپر فرات بر ضد گروه دولت اسلامی (داعش) در شمال سوریه، انجام ۲ عملیات بسیار گسترده شاخه زیتون و چشمه صلح بر ضد نیروهای یگان‌های مدافع خلق (که ترکیه مدعی است وابسته به پ.ک. ک هستند) در شمال سوریه و پیروزی در این دو عملیات و انجام عملیات سنگین و خونینی به اسم عملیات سپر بهار در استان ادلب سوریه بر ضد نیروهای ارتش سوریه و متحدانش در پاسخ به حمله هوایی در بلیون سوریه که باعث کشته شدن ۳۴ سرباز ارتش ترکیه گردید و همچنین با هدف جلوگیری از پیشروی ارتش سوریه و متحدانش به طرف مرکز استان ادلب انجام شد و ادامهٔ عملیات‌های سنگین نظامی در جنوب شرق ترکیه و شمال عراق بر ضد حزب کارگران کردستان (پ.ک. ک) و نبرد با نیروهای ژنرال خلیفه حفتر در لیبی در حمایت از دولت وفاق ملی لیبی (دولت وفاق ملی لیبی متحد ترکیه محسوب می‌شود) دوباره توانست قدرت اولیهٔ خود را به دست بیاورد. وزیر دفاع ترکیه خلوصی آکار نیز اعلام کرد که نیروهای مسلح ترکیه با پاکسازی خائنین از آن قدرتمند تر شده‌است. خدمت سربازی در ترکیه اجباری است و مدت آن بین ۶ تا ۱۲ ماه است. طبق بررسی‌های به عمل آمده در سال ۲۰۲۱ ارتش ترکیه پنجمین قدرت اروپا و نیروی زمینی فرانسه قدرتمندترین نیرو در اروپاست و در رتبهٔ جهانی یازدهمین ارتش قدرتمند جهان است.
ارتش ترکیه (نیروهای مسلح ترکیه) از نیروی زمینی، نیروی هوایی و نیروی دریایی تشکیل شده‌است. گارد ساحلی و ژاندارمری نیز واحدهای مستقل تحت نظر این سازمان هستند. ارتش ترکیه در رتبه‌بندی جهانی یازدهمین ارتش بزرگ دنیا و در پیمان آتلانتیک شمالی (ناتو) پس از آمریکا، جزو بزرگ‌ترین قدرت‌ها در بین ۳۰ عضو را دارا است.
در رده‌بندی بزرگ‌ترین ارتش‌های گلوبال فایرپاور ۲۰۲۴، نیروهای مسلح ترکیه رتبه هشتم جهان و رتبه دوم خاورمیانه را به خود اختصاص داد.

## تاریخچه

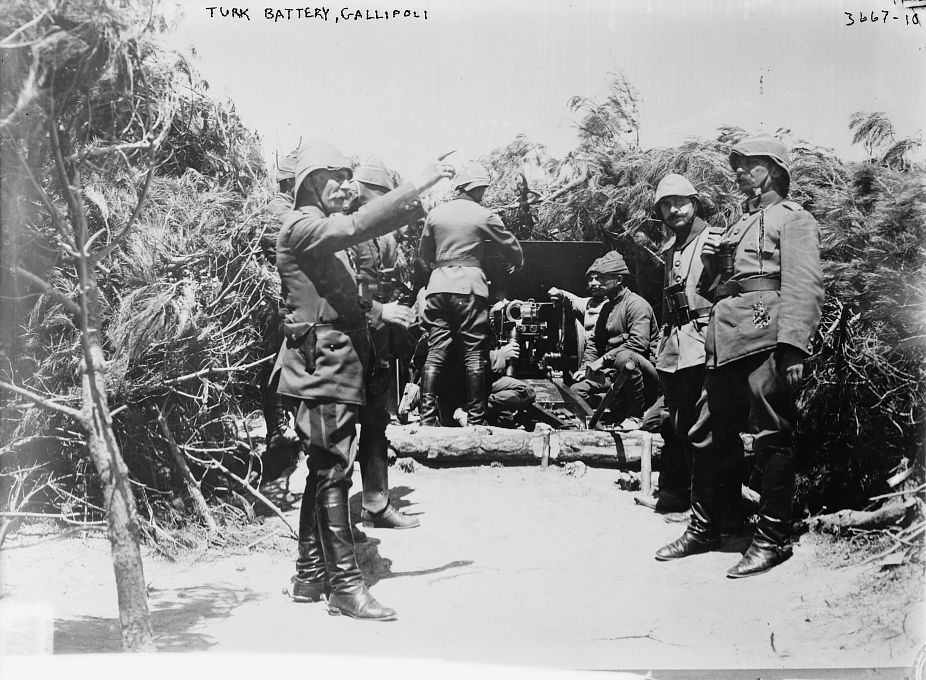
سربازان عثمانی در نبرد گالیپولی

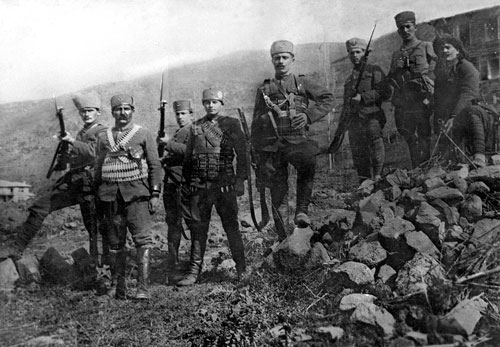

ارتش امپراتوری عثمانی در جنگ جهانی اول با داشتن ۲٬۸۵۰٬۰۰۰ نفر سرباز در ۷ جبهه وارد جنگ شد. ارتش عثمانی در آن زمانی شامل ۷۰ تیپ پیاده‌نظام و ۲ تیپ سواره نظام که در کل شامل ۲۴سپاه و ۹ لشکر می‌شد. در سال ۱۹۱۸ پس از پایان جنگ جهانی اول صلح نامه‌ای مابین عثمانی و متفقین به امضا رسید که امپراتوری عثمانی را ملزم به ترخیص و کاهش جمعیت ارتش به ۵۰٬۰۰۰ نفر نمود.
این معاهده آتش‌بس آغازی شد بر تجزیه امپراتوری عثمانی که قبل از این تصور می‌شد این امپراتوری غیرقابل تجزیه است.

## وظایف
ارتش ترکیه وظیفه پاسداری و دفاع از کشور و نظام از هرگونه تهدیدات داخلی و خارجی را برعهده دارد. طبق قانون اساسی ارتش ترکیه تنها نهاد مسلح و نظامی رسمی کشور است.
ضمناً ارتش ترکیه با حمایت از شورشیان مسلح سوری همچون ارتش آزاد سوریه (در حال حاضر با نام ارتش ملی سوریه شناخته می‌شوند) را تجهیز کرد زیر مجموعه ارتش خود قرار داده و به این نیروها آموزش نظامی می‌دهد

## نشان/ آرم
نشان رسمی ارتش ترکیه به سه قسمت تقسیم می‌شود.
- رنگ قرمز که بنوعی رنگ ملی ترکیه که به معنی خون شهیدان است. رنگ سفید دو طرف نشانه صلح و دوستی ملت ترکیه است.
- نشان هلال و ستاره نیز نشان رسمی دولت ترکیه و پرچم ترکیه است.
- دو بال عقاب به نمایندگی از نیروی هوایی، دو شمشیر و کلاهخود تمثیلی از نیروی زمینی و لنگر بزرگ کشتی نیز نماینده نیروی دریایی است.

## درجه بندی نظامی
درجه بندی در بدنه ی اراش ترکیه به ۳ دسته از افسران ارشد ، افسران و درجه داران دون پایه تشکیل شده است.
افسران ارشد (ژنرالان و امیران)
Marşal    _    مارشال

Genelkurmay Başkanı     _     رئیس کل ستاد ارتش
Orgeneral     _    ارتشبد 
Korgeneral    _    سپهبد
Tümgeneral     _    سرلشکر
Tüğgeneral    _    سرتیپ 
افسران
Albay    _    سرهنگ تمام 
Yarbay    _    سرهنگ دوم
Binbaşı    _    سرگرد 
Yüzbaşi    _    سروان
Üsteğmen    _    ستوان یکم
Teğmen    _     ستوان دوم
Asteğmen    _     ستوان سوم
درجه داران

Ast. Kıd. Başcavuş    _    استوار یکم
Ast. Başçavuş    _    استوار دوم 

Ast. Kıd. Üstçavuş     _     گروهبان یکم 
Ast. Üstçavuş    _   گروهبان دوم

Ast. Kıd. Çavuş     _     گروهبان سوم
Ast. Çavuş    _     گروهبان 

Yedek Astsubay    _    گروهبان زخیزه 

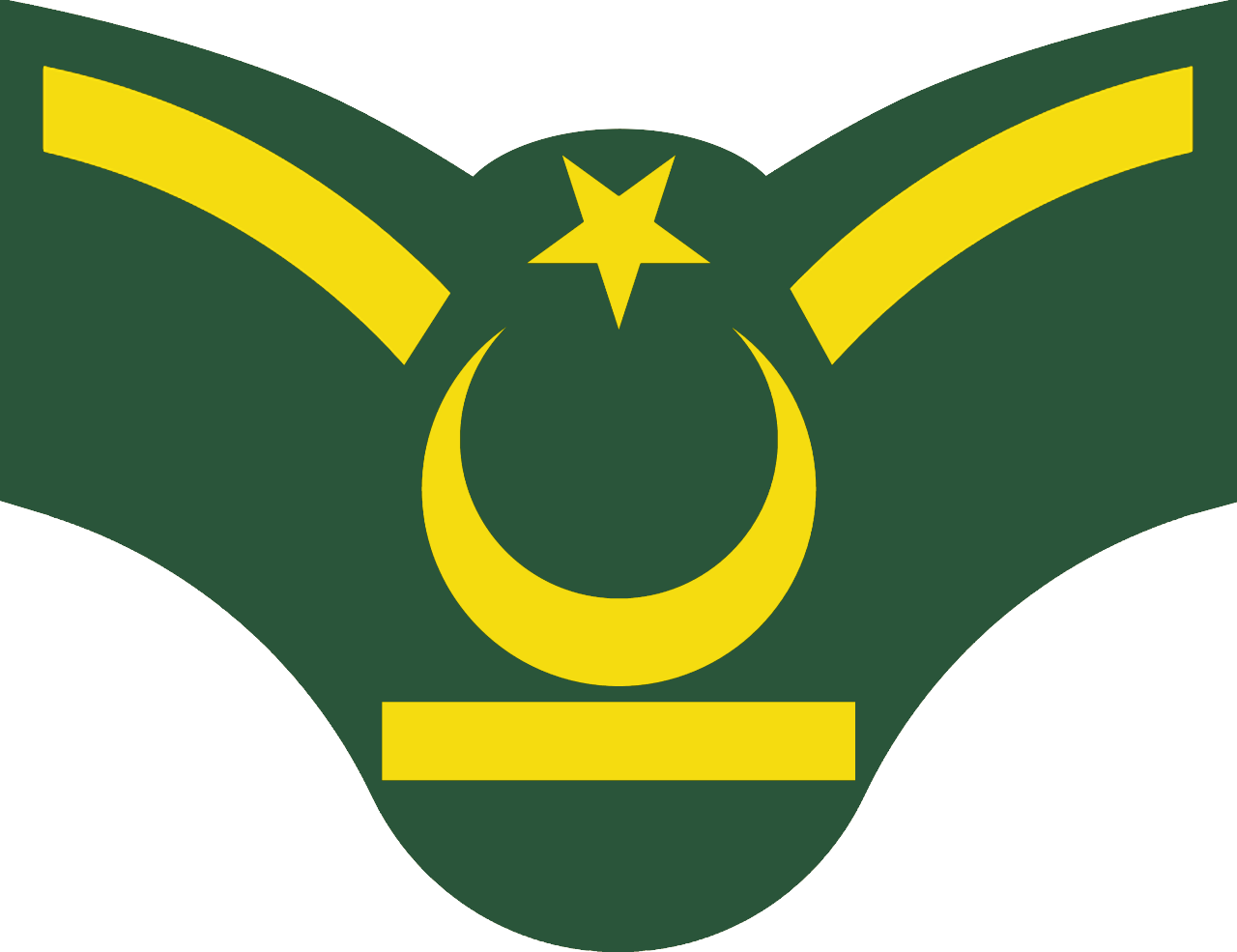

یادداشت : در ارتش ترکیه  (kıdem=سابقه/تجربه) هر ۳ سال یا بیشتر داده میشود ، این یک ترفیع درجه است و بعضا متعادل سازی با درجات نیرو های مسلح جمهوری اسلامی ایران امکان پذیر نمیباشد.
درجه داران (کادر)
Üzm. Çavuş    _    گروهبان (متخصص)
Üzm. Onbaşı    _    سرجوخه (متخصص)

یادداشت: مانند درجه داران ، متخصصین ارتش هم هر ۳ سال یک بار ترفیع داده شده و بر حسب هر ترفیع یک خط زیره درجه هایشان اضافه میشود.

درجه دار متخصص ژاندارمری با ۳ ترفیع درجه.

## ساختار

### رئیسستاد مشترک ارتش
رئیس سِتاد مشترک ارتش ترکیه مقامی نظامی در ارتش ترکیه است که مسئولیت هماهنگی میان کلیه قوای نظامی در ترکیه را عهده‌دار است.
سِتاد مشترک ارتش ترکیه بالاترین مرجع نظامی نیروهای مسلح در ترکیه است. این ستاد وظیفهٔ سیاست‌گذاری و فرماندهی کلیهٔ نیروهای ارتش از جمله نیروی زمینی، هوایی و دریایی را بر عهده دارد. این ستاد به‌طور مستقیم زیر نظر ریاست جمهوری و رئیس ستاد از سوی او انتخاب می‌شود. در خلال جنگ نیز از طرف رئیس‌جمهور به عنوان فرمانده کل قوا منصوب می‌شود.

### نیروی زمینی

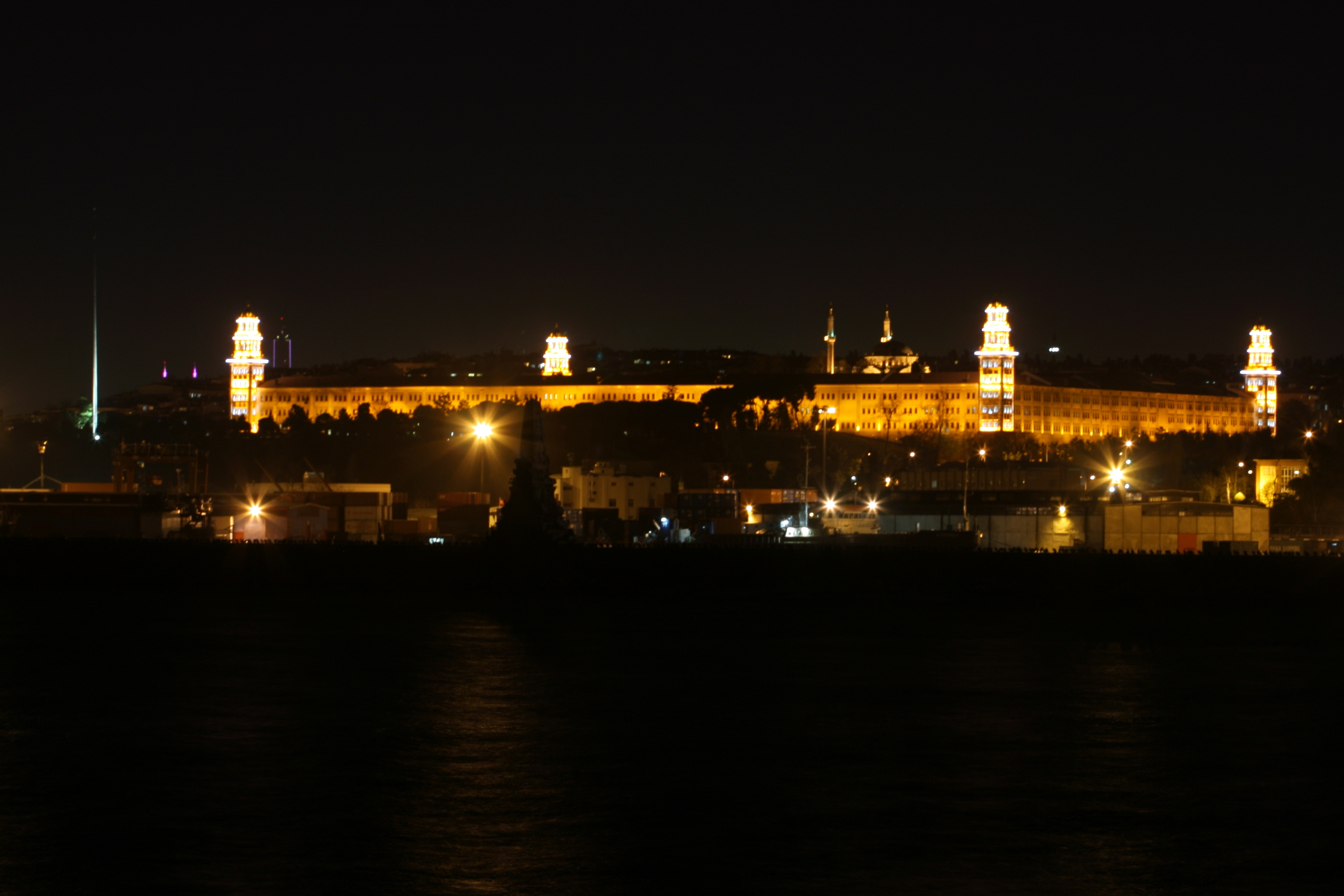
پادگان سلیمیه، ستاد فرماندهی سپاه یکم نیروی زمینی ترکیه

نیروی زمینی ارتش ترکیه بزرگ‌ترین نیرو در بین نیروهای مسلح ترکیه است. نیروی زمینی ترکیه از ۱۴ سپاه، ۸ واحد مکانیزه، ۱۱ تیپ زره پوش، ۲۳ تیپ پیاده مکانیزه، ۱۵ تیپ موتوری، ۸ تیپ تکاور، ۴ تیپ صلح بان سازمان ملل و ۵ تیپ توپخانه تشکیل می‌دهد. علاوه بر این حدود ۶۰٬۰۰۰ پرسنل در قبرس شمالی تحت عنوان نیروهای صلح ترکیه در سطح سپاه در حال انجام وظیفه است.
این نیرو توسط قانون اساسی برای تحقق وظیفه حمایت و دفاع از کشور تعریف شده‌است. در حال حاضر بیش از ۵۵۰٬۰۰۰ نفر سرباز (اعم از افسر وغیر افسر) در این نیرو در حال انجام وظیفه هستند.

### نیروی هوایی
نیروی هوایی ترکیه در سال ۱۹۱۱ تشکیل و وظیفه آن پشتیبانی از نیروهای زمینی و دریایی در زمان جنگ است. نیروی هوایی ترکیه میزبان ۱۰۰۰ هواپیمای مختلف و میدان‌های هوایی است.

### ژاندارمری
واحد ژاندارمری ترکیه نیرویی است که در حوزه استحفاظی مربوط و همچنین مناطق خارج محدوده شهری که در آن هیچگونه تشکیلات پلیسی تعیین نشده است به صورت نیروی مکمل نیروهای مسلح در جهت دفاع و برقراری امنیت و آرامش به وظایف خود عمل می‌کند. این واحد با اینکه زیر مجموعه ارتش ترکیه است، در زمان صلح وابسته و تحت نظر وزارت کشور ترکیه قرار دارد.
ژاندارمری ترکیه مسئول تأمین امنیت بیش از ۹۲٪ خاک ترکیه است.

### نیروی دریایی

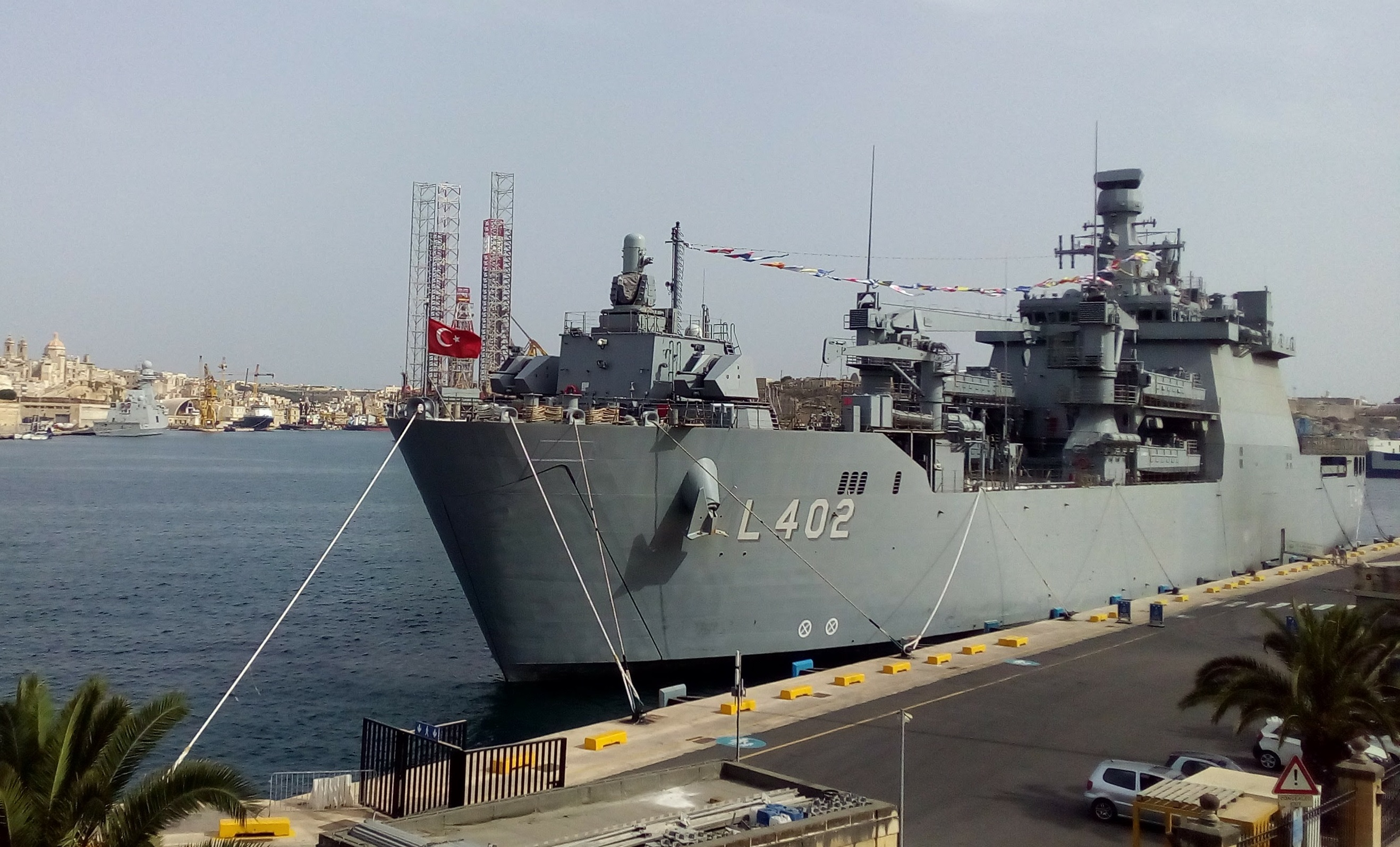

نیروی دریایی ارتش ترکیه وظیفه دفاع و پاسداری در برابر تهدیدات احتمالی از سوی دریا و رصد و نگهبانی از مرزهای آبی کشور را برعهده دارند. نیروی دریایی ترکیه دارای ۲۷ ناوچه جنگی، ۱۴ زیر دریایی، ۹ رزمناو، ۱۰۸ قایق گشت‌زنی سریع، ۲۳ قایق موشک‌انداز هجومی، ۱۰۲ کشتی گارد ساحلی و ۲۱ قایق مین ریز دریایی در دریای اژه، مدیترانه و سیاه است. در حال حاضر بیش از ۵۵٬۰۰۰ نفر سرباز (اعم از افسر وغیر افسر) در این نیرو در حال انجام وظیفه هستند.
نیروی دریایی ترکیه داری سه پایگاه اصلی به شرح ذیل است:
- پایگاه دریایی منطقه شمال
- پایگاه دریایی منطقه جنوب
- پایگاه دریایی مرکز تربیت و آموزش فرماندهی دریایی

### گارد ساحلی
این واحد وظیفه تأمین امنیت جان و مال افراد و کشتی‌ها در حوزه دریایی طبق قوانین ملی و بین‌المللی را بر عهده دارد.

## نگارخانه

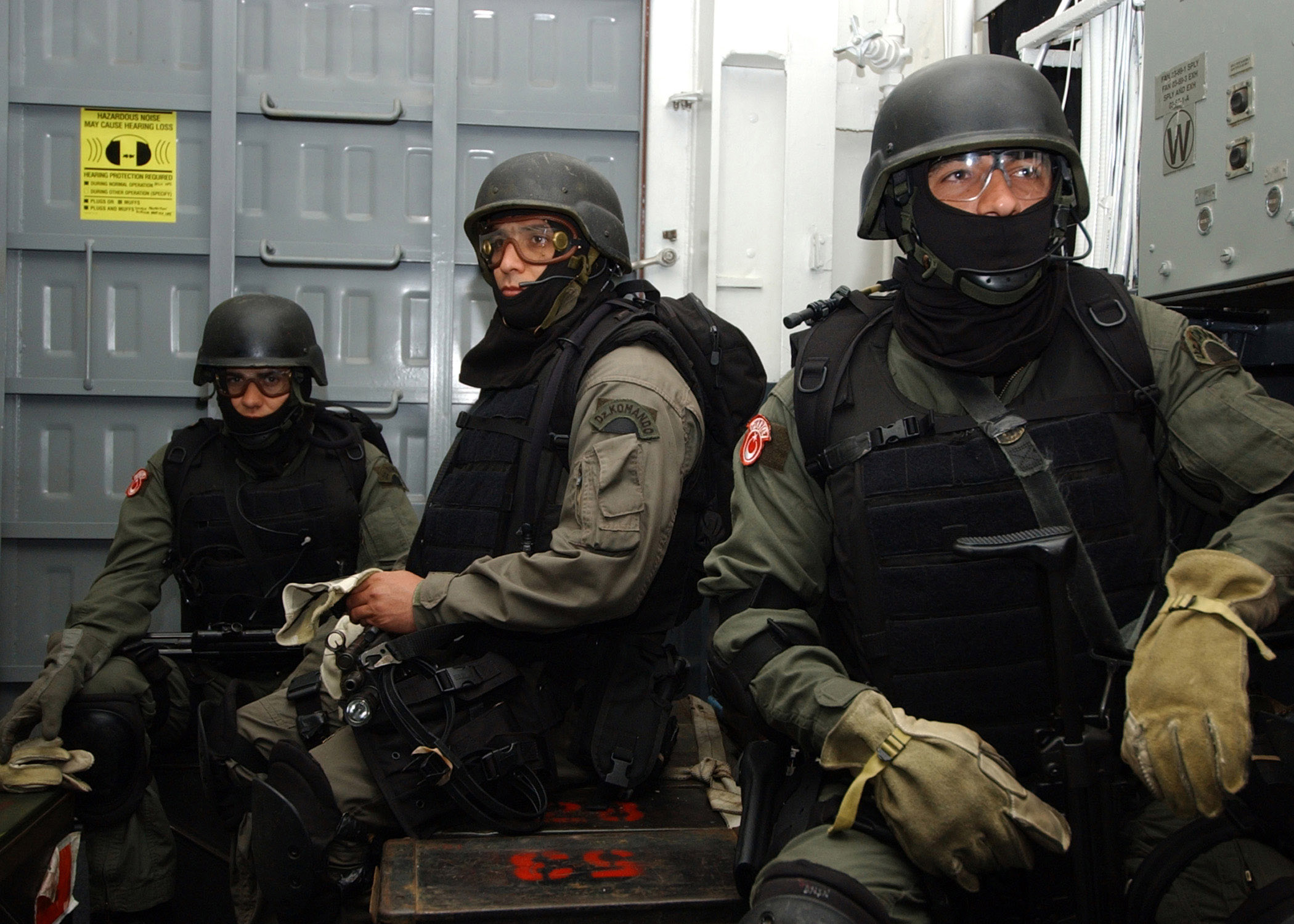
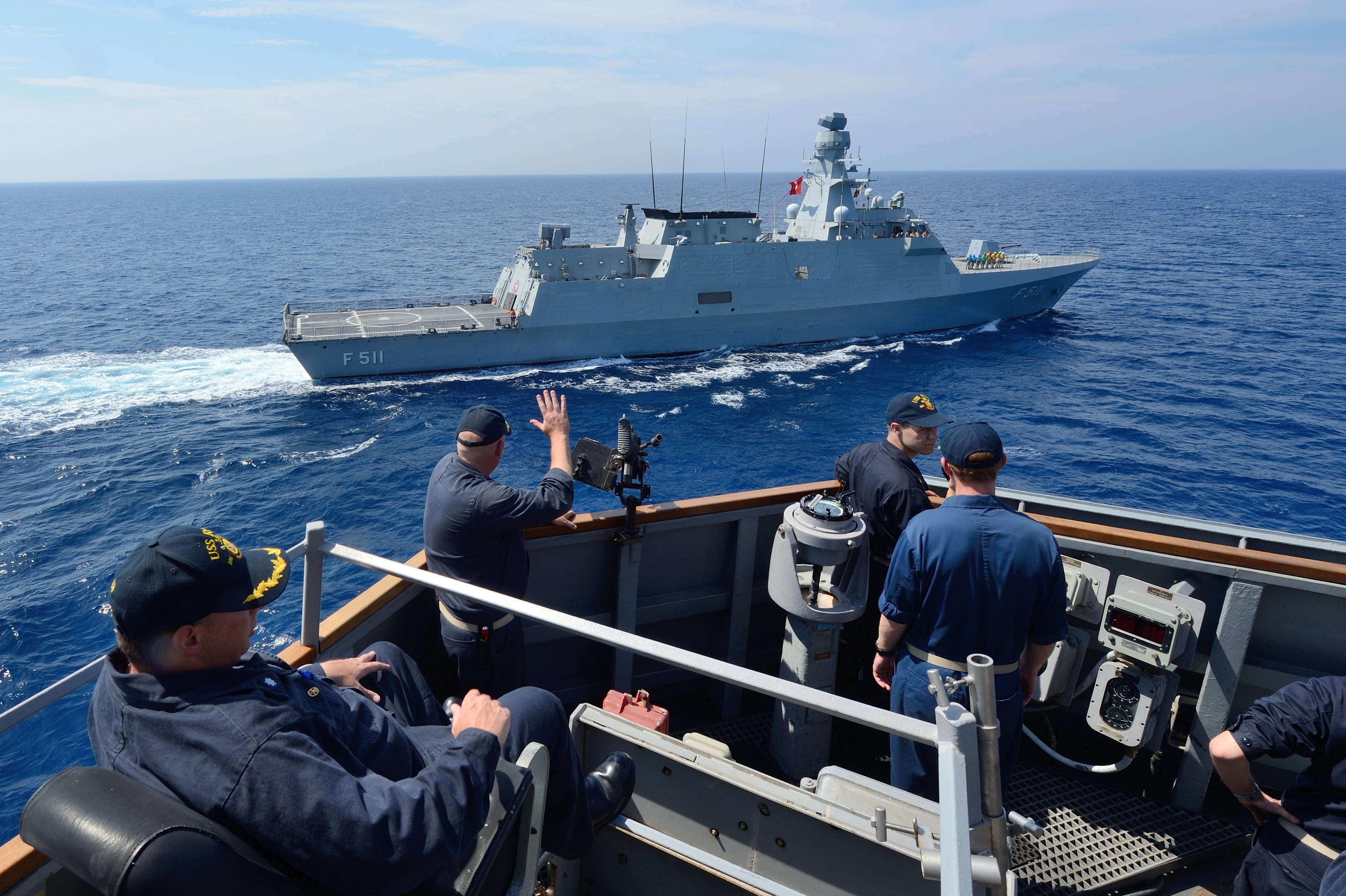
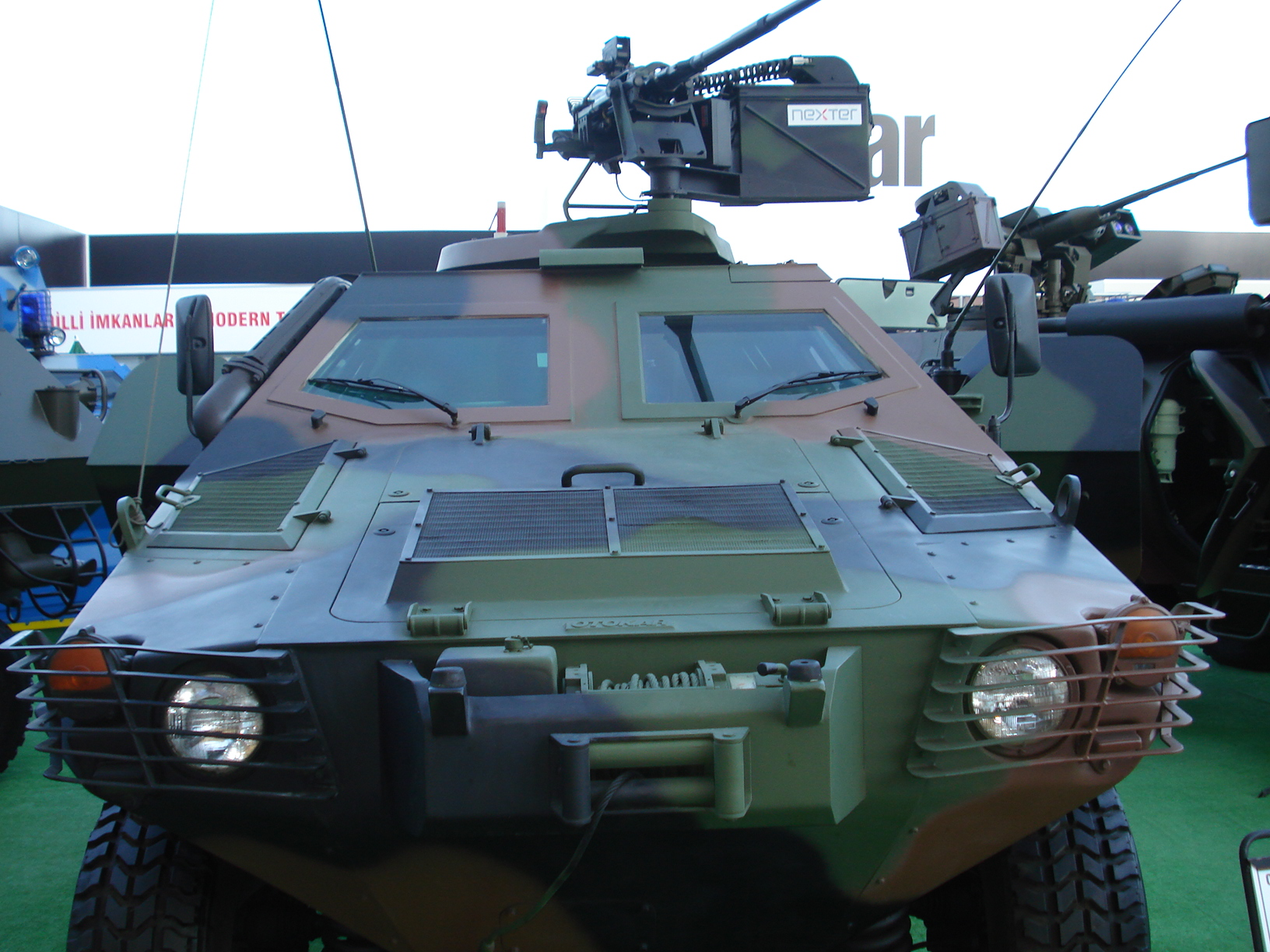
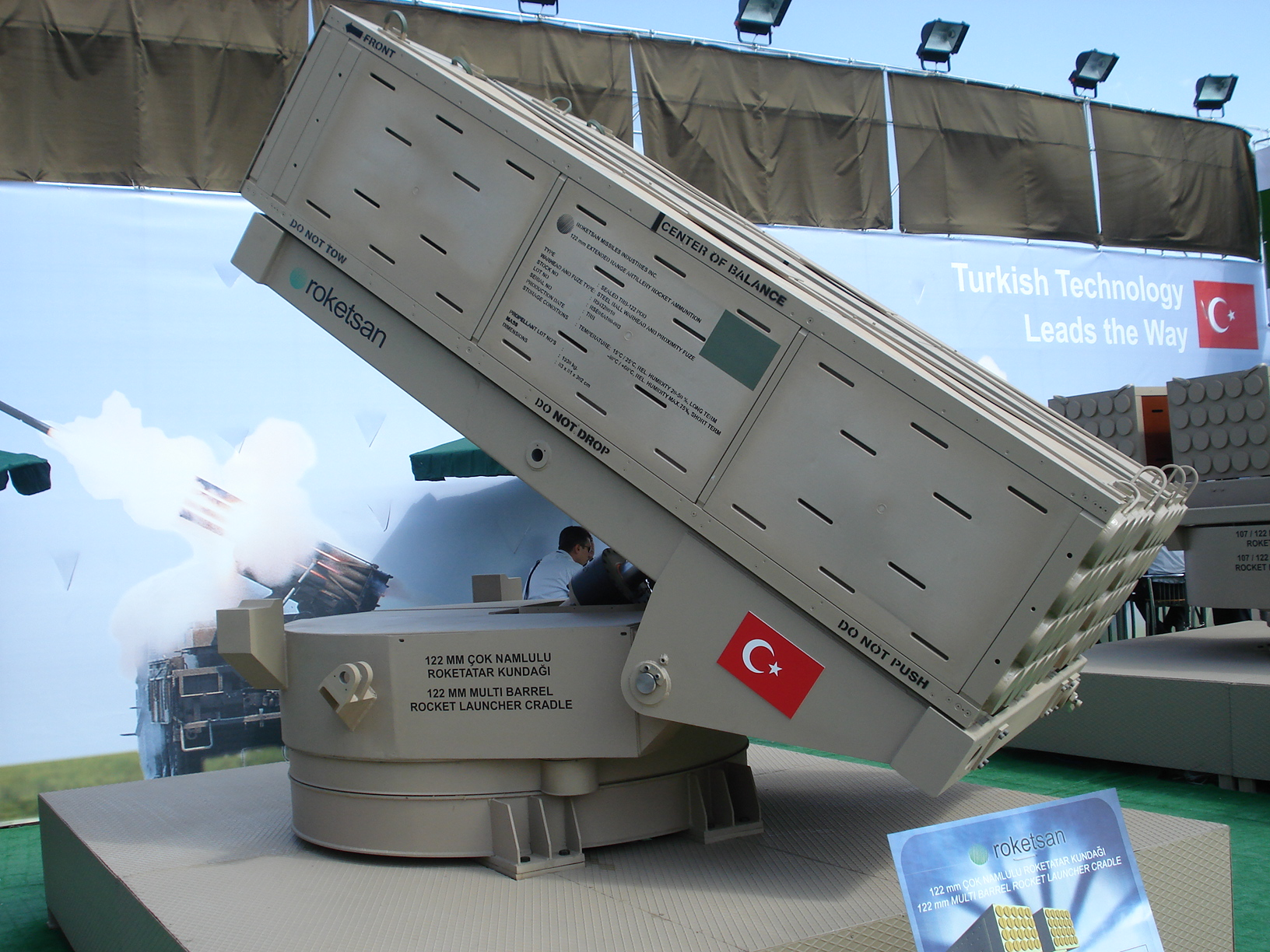
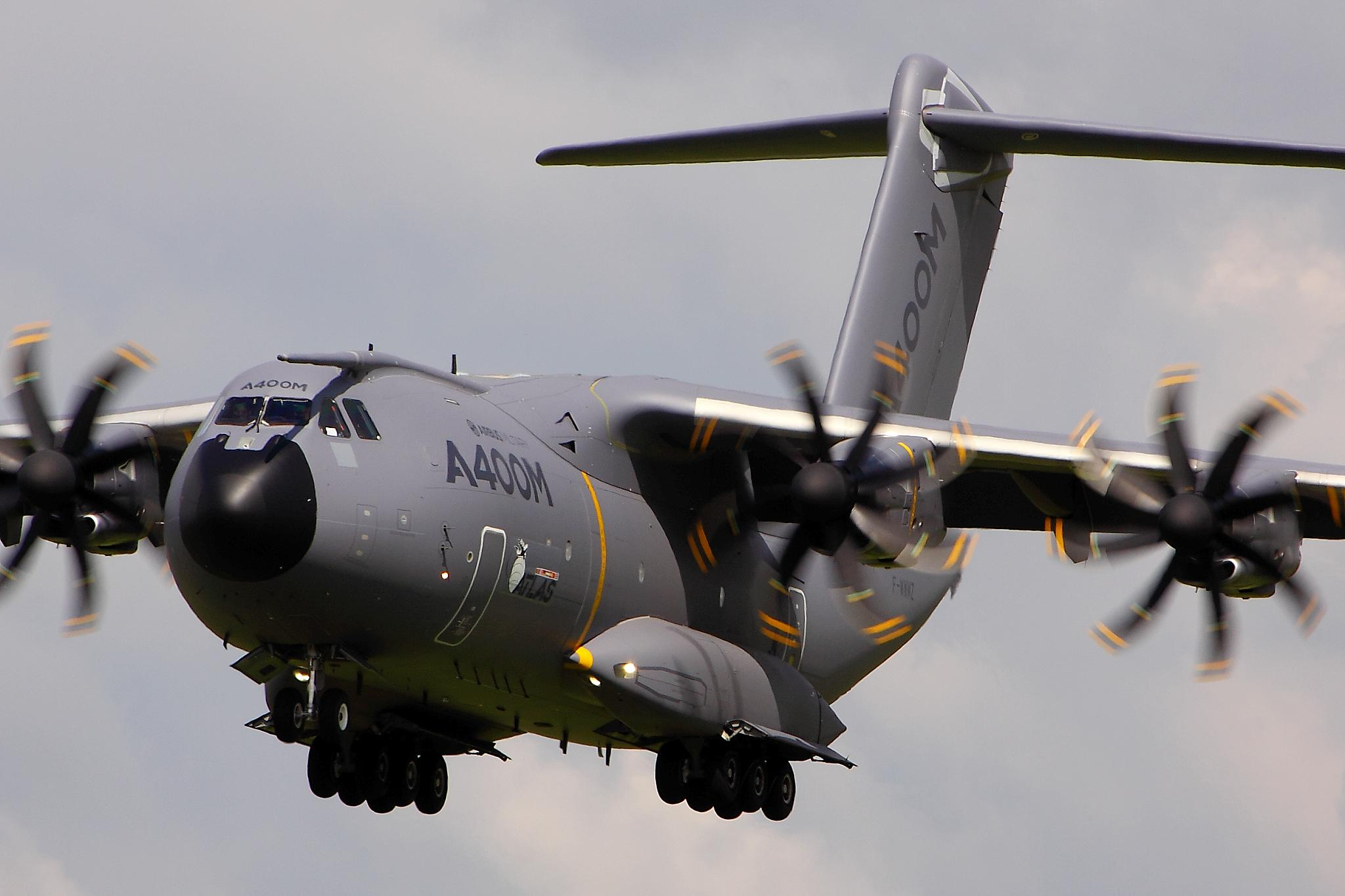
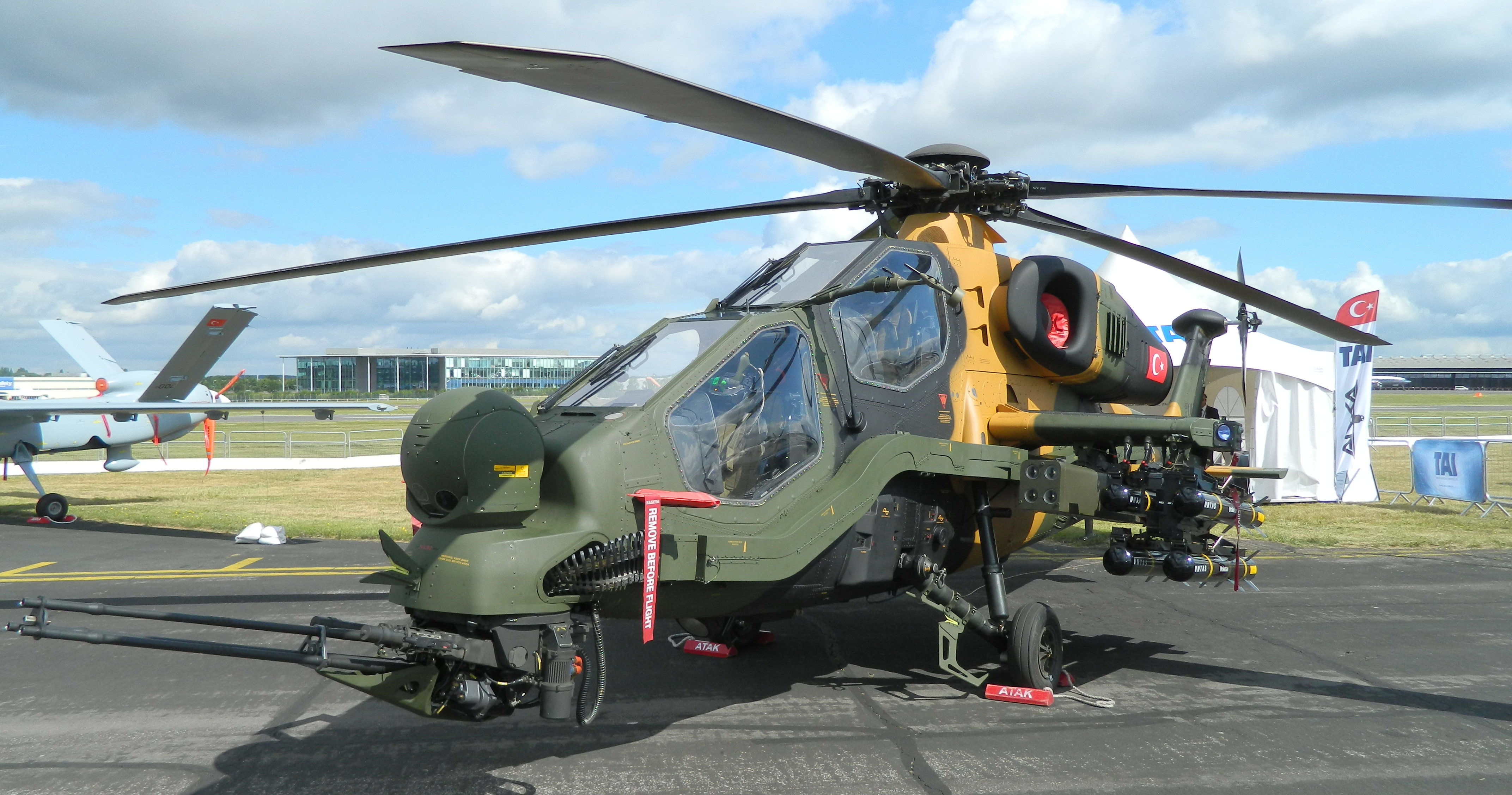
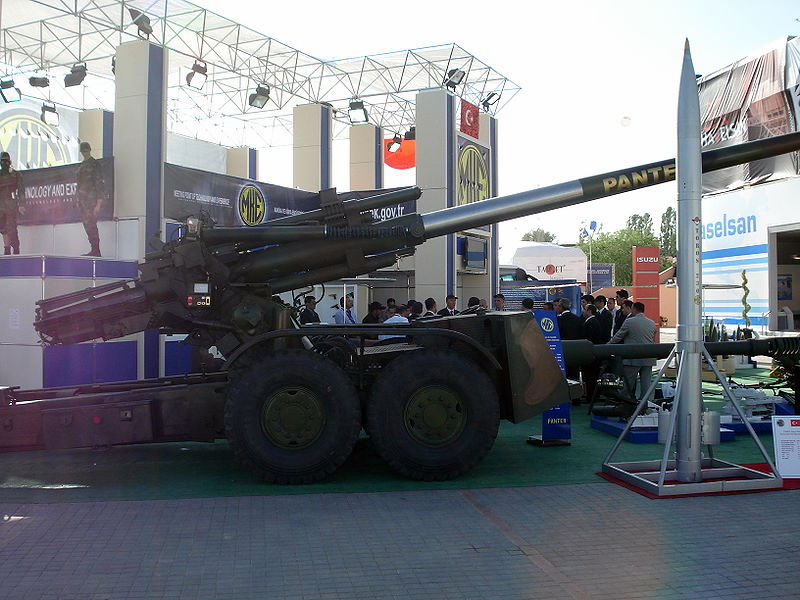
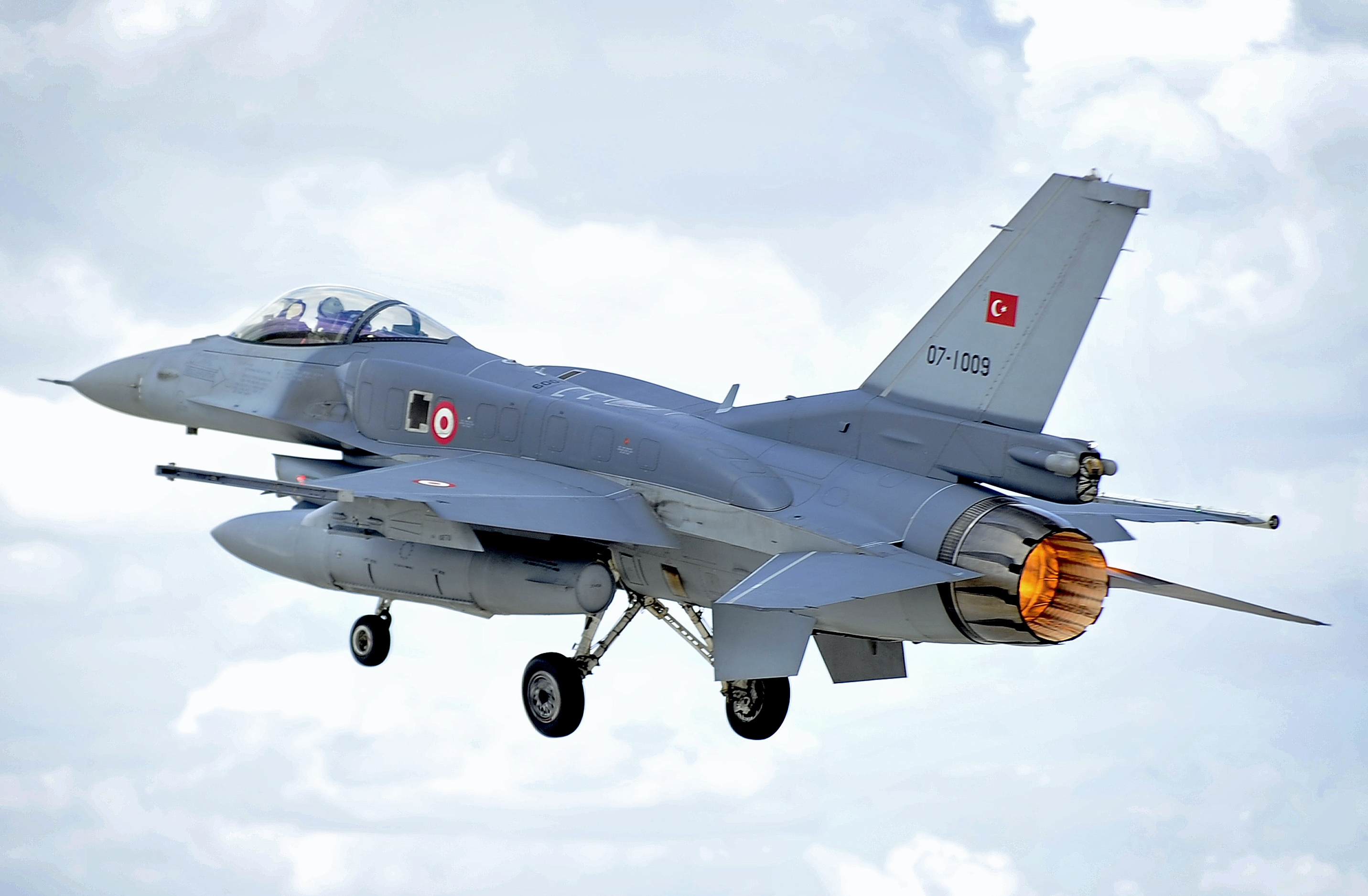
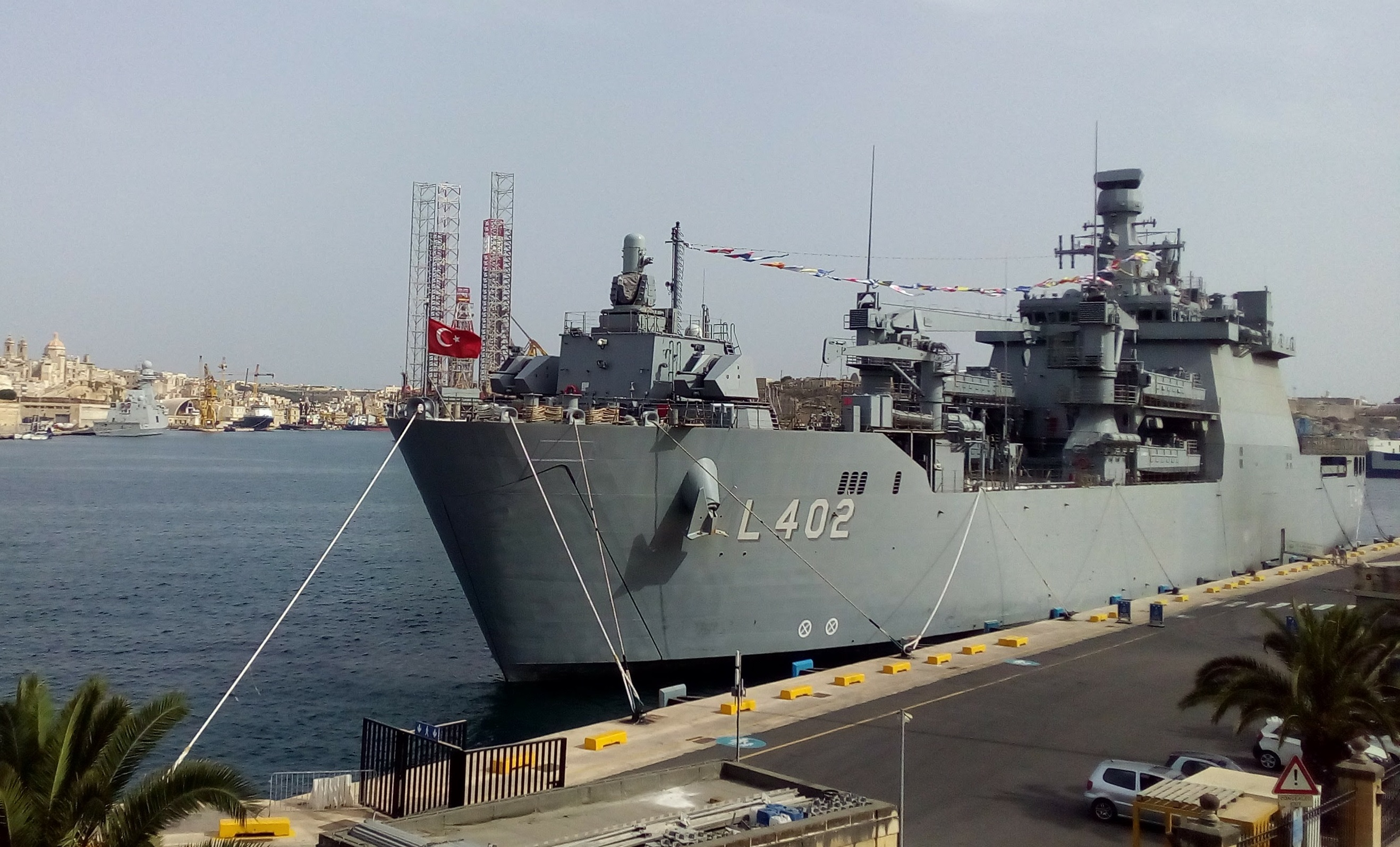
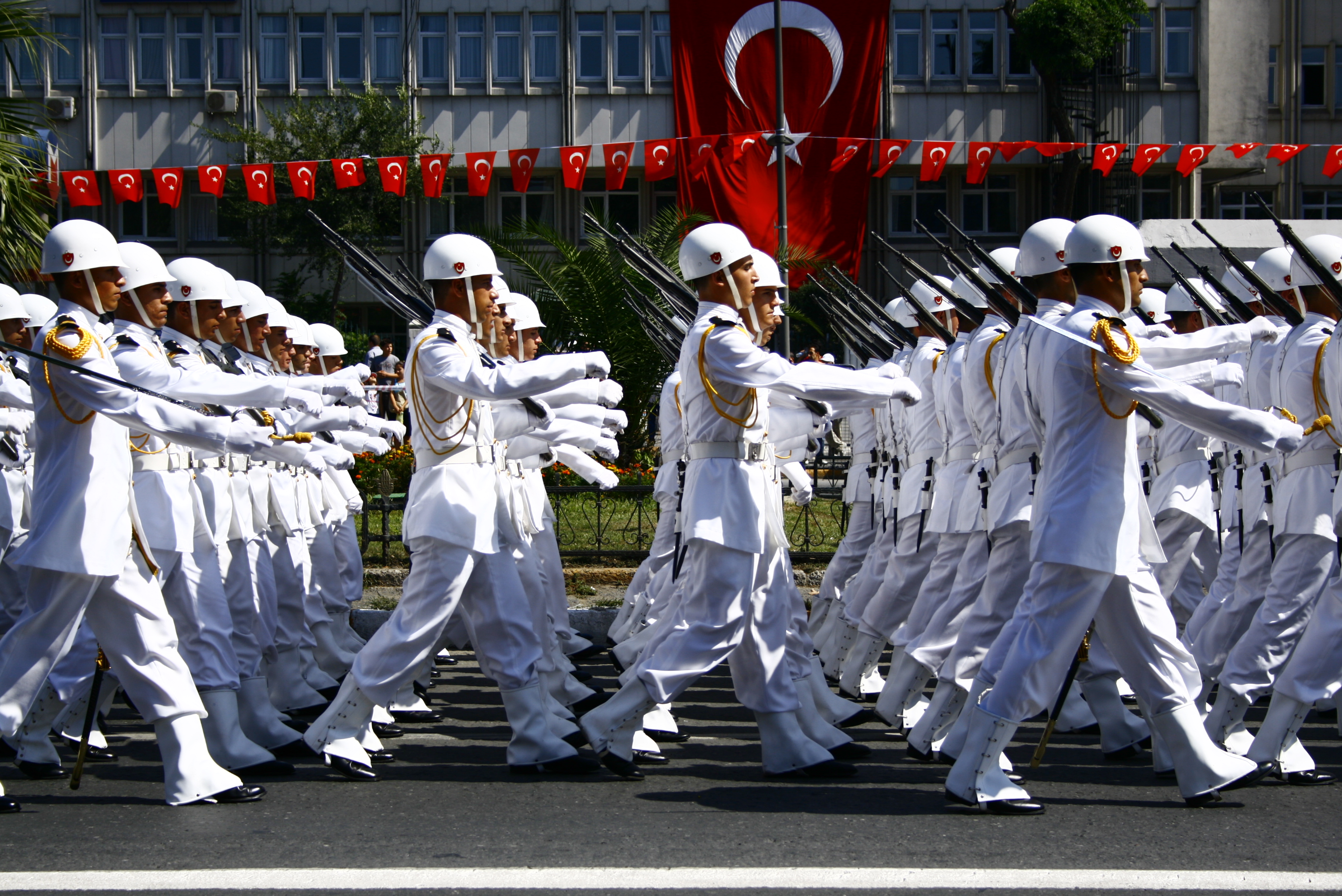
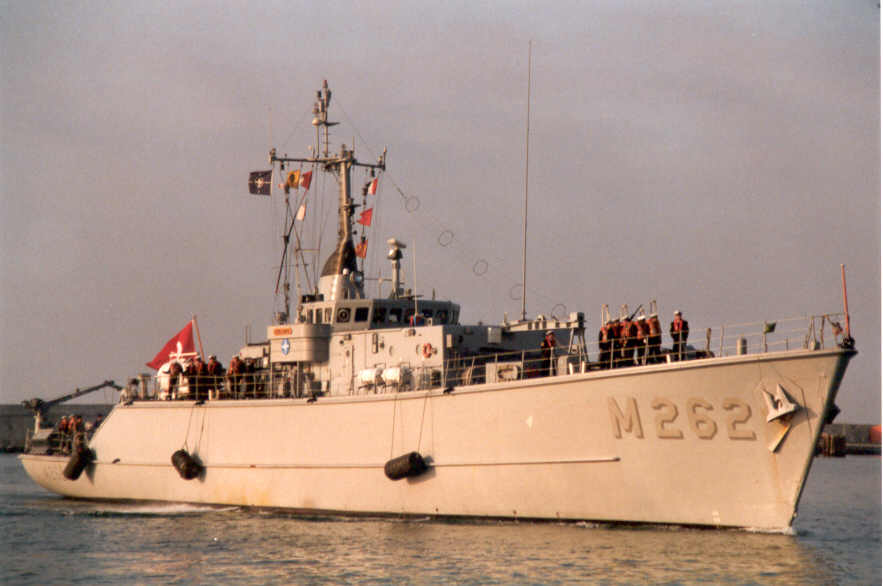
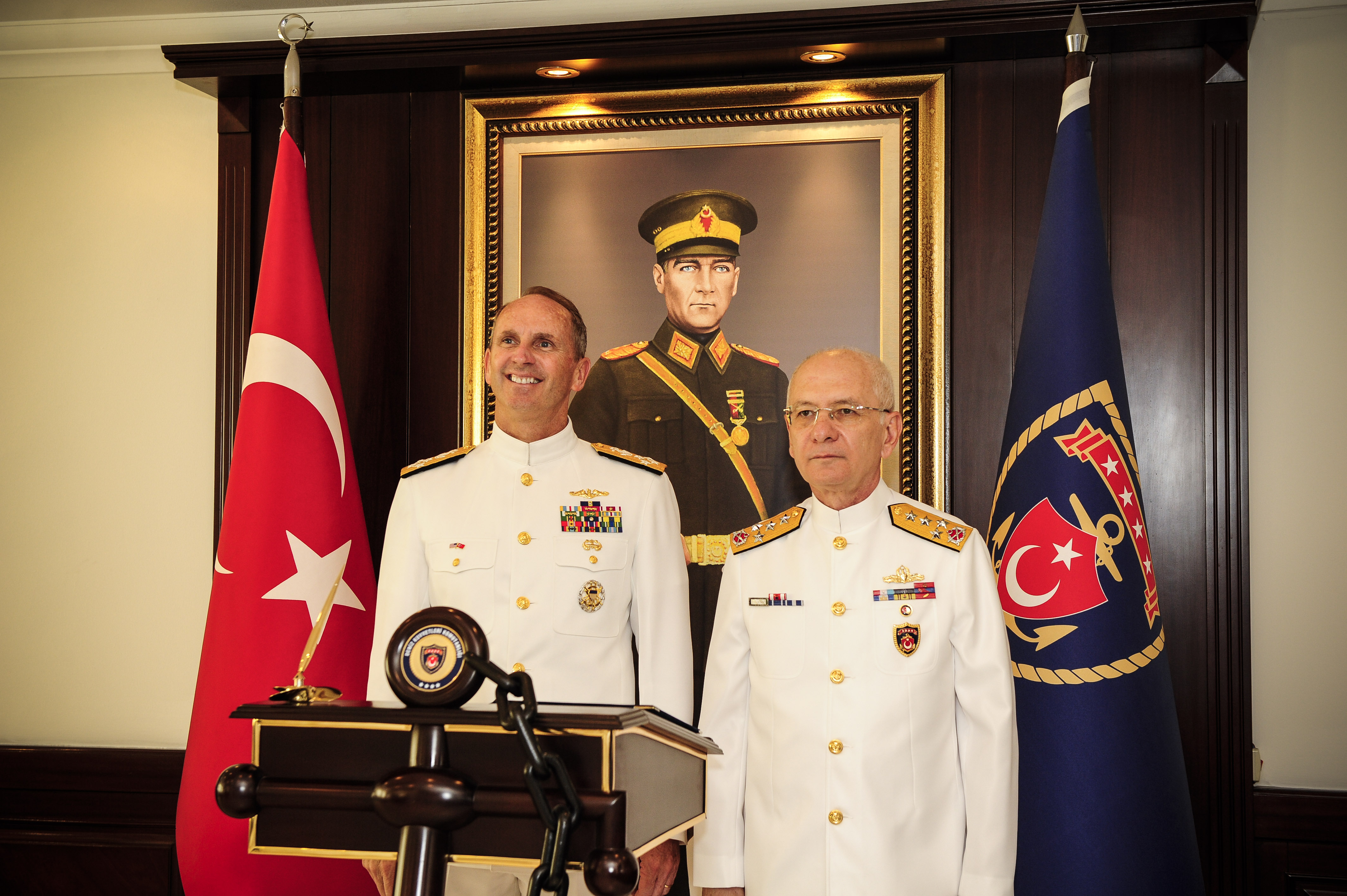